# Vincenzo Garraffa
Vincenzo Garraffa (Potenza, 29 febbraio 1944) è un politico e dirigente sportivo italiano.

## Biografia

### Dirigente sportivo
Medico, già primario di radiologia all'Ospedale S'Antonio Abate di Trapani, corridore automobilistico, è stato in gioventù campione italiano di cronoscalata. Divenne presidente negli anni '80 della Pallacanestro Trapani e dalla serie C la portò prima alla B, alla B1 e (come Racine) dalla Serie B1 nel 1989-90 in A2. La Birra Messina Pallacanestro Trapani con Gianfranco Benvenuti in panchina, vinse i play-out di Serie A2 ottenendo la massima serie nel 1991. In Serie A1 cambiò allenatore chiamando Giancarlo Sacco. La squadra lottò fino alla fine, perdendo i play-out contro Fabriano dopo essere arrivata 14ª al termine della regular season.
Garraffa, che aveva costruito con alcuni soci un impianto privato da 3200 posti, il Palagranata, rimase alla guida della società in Serie A2 per altre due stagioni, ma poi fu estromesso dalla società.

### In politica
Nel frattampo si candidò nel 1992 al Senato nel collegio "Trapani Marsala" per il Partito Repubblicano Italiano, e fu eletto senatore della XI legislatura. Nel 1994 si ricandida con il Patto Segni, ma non viene rieletto.
Nel 2001 segue Luciana Sbarbati nella scissione del PRI con la fondazione del Movimento Repubblicani Europei. Si candida alle elezioni europee del 2004 nella lista Uniti nell'Ulivo, ma non viene eletto. Segretario regionale del MRE in Sicilia, nel 2007 si è dichiarato contrario all'adesione del movimento al Partito Democratico.
Nel giugno 2010 Garraffa entra nel Nuovo Partito d'Azione e diventa membro della Direzione Nazionale.
Nell'aprile 2011 viene estromesso dal Nuovo Partito d'Azione perché tenta di dar vita ad una nuova associazione di repubblicani.

### La denuncia a Dell'Utri
Denuncia Marcello Dell'Utri per una questione di sponsorizzazioni della società di basket e presunte minacce del boss mafioso Vincenzo Virga avvenute nel 1992, e il processo, dopo la condanna in appello di Dell'Utri a due anni di reclusione per tentata estorsione aggravata, si conclude con l'assoluzione in Cassazione di Dell'Utri